# Martin Schmitt (síugró)
Martin Schmitt (Villingen-Schwenningen, 1978. január 29. –) német síugró.

## Sikerei
Sikerei: 2-szeres világkupa győztes, Világkupa 2. helyezett, olimpiai bajnok 2002-ben a német csapattal, olimpiai ezüstérmes Naganóban szintén a német válogatottal, 4-szeres világbajnok (2x egyéni, 2x csapattal), Világbajnoki második egyéniben, 2-szeres Világbajnoki 3. (egyéni/csapat), Sírepülő Világbajnokságon 3. helyezett, Négysáncversenyen 2., illetve 3. helyezett, Sírepülő Világkupa győztes.
1997-ben indult először a VK küzdelmeiben az akkor még csak 19 éves Martin, és az első szezonjában már 45 pontot szorgoskodott össze mellyel az összetett 55. helyén végzett. Fejlődése nem állt meg, így a következő idényben már 218 pontot gyűjtött. Nem kérdéses az igazi áttörést az 1999-es év hozta számára, olyannyira, hogy megnyerte a Világkupa küzdelmeit, 1753 pontot gyűjtve. 2000-ben még ezt is túlszárnyalta az ekkorra már "Milka Boy"-ként emlegetett Martin 1833 pontos teljesítményével. Népszerűsége Németországban az egekig szökött annak ellenére is, hogy a következő évadban letaszították az első helyről, így be kellett érnie a dobogó második fokával. Még a következő szezonban is sikerült a legjobbak között maradnia, végül az 5. helyen végzett. Ezt követően jött a hanyatlás, már ha a sorrendben a 23., 20., 37., 39. helyet annak lehet nevezni. (éppenséggel lehet…). Igaz sok kisebb sérülés miatt, nem indult az összes megmérettetésen.
2007-ig 49-szer állt a VK-ban dobogón (28-szor a legtetején), először 1998-ban Lillehammerben. Két komolyabb sérülése volt karrierje során, egy láb illetve egy kartörés. A klasszist az Atomic márka "öltözteti" a versenyeken. Magánéletben nyugodt személyiség, hobbijai, közé tartozik az Alpokban való síelés, a zenehallgatás és a foci. A Milka mellett a betandwin is szponzorálja. 2007 márciusában hosszú idő után ismét dobogóra állhatott világkupa-futamon, emellett egy 5. helyet is bezsebelt, így összetettben végül 355 ponttal a 17. helyen végzett. A 2007-08-as szezon eddig további előrelépést nem hozott, de meg kell említeni, hogy a négysáncversenyen a 8. helyen végzett az összetettben, mindössze 3 ponttal lemaradva a 6. helyről. A szezon végén a planicai versenyek során háromszor is sikerült 200 méter fölött ugrania, így néhány helyet előrelépve az összetettben a 19. helyen végzett 273 ponttal a 2007-08-as szezonban.
A 2008-09-es szezon váratlan sikereket hozott az elmúlt évek gyengélkedései tükrében. A négysánc-összetettben 4. helyen végzett, a Világbajnokságon 2. helyezést ért el, a Világkupa összetettben pedig 829 ponttal a 6. helyen végzett. Az év során többször állt dobogón, és többször is ő produkálta az adott verseny legnagyobb ugrását.